# Iguana-azul
A iguana-azul ou iguana-da-grande-caimão (Cyclura lewisi) é uma espécie de lagarto em perigo de extinção, do gênero Cyclura endêmico da ilha de Grande Caimão. Anteriormente listada como uma subespécie de iguana-cubana, foi reclassificada como uma espécie distinta em 2004 por causa de diferenças genéticas descobertas quatro anos anteriores. A iguana-azul é uma das espécies com mais longevidade entre os lagartos (possivelmente até 69 anos).
A iguana-azul prefere povoar lugares rochosos, iluminados, em áreas abertas de florestas secas ou perto da costa, pois as fêmeas cavam buracos na areia para pôr ovos em junho e julho. A dieta herbívora da iguana-azul inclui plantas, frutos e flores. Sua coloração é escura a cinza azulado e é mais acentuada durante o acasalamento, principalmente no sexo masculino. É grande e o corpo é pesado com uma crista dorsal de espinhos curtos que correm a partir da base do pescoço até o fim da cauda.
O registro fóssil indica que a iguana-azul era abundante antes da colonização europeia, mas em 2003 menos de 15 animais permaneciam em estado selvagem, e previu-se que esta população selvagem se iria extinguir durante a primeira década do século XXI. O declínio da espécie está sendo impulsionado principalmente por predação por animais domésticos (cães e gatos) e, indiretamente, pela destruição do seu habitat natural, pois fazendas de frutas são convertidas em pastagens para gado. Desde 2004, 219 animais criados em cativeiro foram liberados para a preservação da espécie em Grande Caimão executado por uma parceria liderada pelo Durrell Wildlife Conservation Trust, em uma tentativa para salvar a espécie. Pelo menos cinco organizações sem fins lucrativos estão trabalhando com o governo das Ilhas Caimão para garantir a sobrevivência da iguana-azul.

## Taxonomia
A iguana-azul (Cyclura lewisi) é endêmica da ilha de Grande Caimão. Seu nome genérico ( Cyclura) é derivado das palavras do Grego antigo cyclos (κύκλος) que significa "circular" e ourá (οὐρά) que significa "cauda", em relação à espessa cauda anelada característica de todos os Cyclura. O nome da espécie é uma latinização do nome do cientista que descreveu pela primeira vez esta espécie, C. Bernard Lewis. Seus parentes mais próximos são a Iguana-cubana (Cyclura nubila) e a Iguana-do-norte-das-Bahamas (Cyclura cychlura), tendo as três espécies divergido de um ancestral comum cerca de três milhões de anos atrás. A espécie tem uma baixa diversidade genética, mas parece não sofrer a mesma falta de vitalidade que aflige outras espécies de iguana. Uma teoria é que as espécies evoluíram a partir de uma única iguana-cubana fêmea (C. nubila nubila) com os ovos dentro dela, que espalharam-se pelo mar, talvez durante uma tempestade. É distinta da subespécie, encontrada na Pequena Caimão e Caimão Brac conhecida como C. nubila caymanensis, embora ela possa reproduzir-se com esta subespécie e produzir descendentes férteis.
Em 1938, Bernard C. Lewis do Instituto da Jamaica juntou-se a uma expedição biológica da Universidade de Oxford às Ilhas Caimão. Lewis conseguiu obter duas Iguanas-azuis, um macho e uma fêmea que, posteriormente, foram apresentados no Museu Britânico de História Natural. Chapman Grant, em uma monografia publicada em 1940, descreveu formalmente a Iguana-azul pela primeira vez como Cyclura macleayi lewisi. Schwartz e Carey criaram o trinômio (Cyclura nubila lewisi) em 1977. Eles supunham que a Iguana-azul era uma subespécie fortemente distinta de Iguana-cubana (C. nubila), as espécies a partir da qual esta evoluiu e com a qual pode se cruzar. Eles enfatizaram sobretudo a sua coloração azul brilhante, e observaram que um estudo mais aprofundado poderia revelá-la como uma espécie distinta. Frederic Burton reclassificou a Iguana-azul como uma espécie distinta em 2004, depois de anos de investigação comparando números de escamas de iguanas das Caraíbas, incluindo aquelas encontrados em Little Cayman, Cayman Brac, Cuba e as Bahamas, bem como análise de DNA mitocondrial realizada pela Dra. Catherine Malone, para reexaminar a filogeografia das diferentes espécies.

## Descrição
A iguana-azul é o maior animal terrestre da Grande Caimão, com um total de 1,5 m de comprimento do nariz à cauda e pesando cerca de 14 kg. Seu corpo tem um comprimento de cerca de 51–76 cm com uma cauda com o mesmo comprimento. Os dedos da Iguana-azul são articulados para serem eficientes na escavação e escalar árvores. Embora não seja conhecido por ser arbórea, a Iguana-azul tem sido observada a escalar árvores de 4,6 m e superiores. O macho tem o tamanho corporal um terço maior que a fêmea. A cor da pele do macho adulto varia de cinza escuro para azul turquesa, ao passo que a fêmea é mais azeitona verde a cor azul. Os animais jovens tendem a ser uniformemente marrons escuros ou verdes escuros com faixas de cor mais esbatida. Quando surgem do ninho os recêm-nascidos têm oito faixas escuras em seu dorso a partir de seu pescoço até sua zona pélvica. As marcas desaparecem no momento em que o animal faz um ano de idade, mudando para cinza e creme e mais tarde para azul quando adultos.
A iguana-azul adulta é tipicamente cinza escura condizendo com as rochas karst do seu ambiente. O animal muda sua cor para azul quando está na presença de outras iguanas para sinalizar e estabelecer território. A cor azul é mais pronunciada nos machos da espécie. Seus pés pretos contrastam com a sua cor corporal mais clara. As iguana-azuis machos têm poros femorais, que são utilizados para a liberação de feromônios. Esses poros não existem nas fêmeas e tem uma crista dorsal menos proeminente, fazendo o animal ser um pouco sexualmente dimórfico.

### Olhos e visão
Os olhos da iguana-azul têm uma íris áurea e uma escleravermelha. Estes animais têm excelente visão, que lhes permite detectar as formas e movimentos a longas distâncias. Como as iguanas-azuis têm apenas alguns bastonetes, elas têm má visão em baixas condições de luz. Ao mesmo tempo, têm células chamadas de "duplos cones", que lhes dão visão a cores acentuada e capacita-os para ver comprimentos de onda em ultravioleta. Esta capacidade é muito útil quando o animal está a apanhar "banhos de sol" pois garante que ela absorve luz solar suficiente sob a forma de radiações UVA e UVB para produzir vitamina D
As iguanas-azuis evoluíram um órgão fotossensível branco no topo de suas cabeças chamado de olho parietal (também conhecido como o terceiro olho, olho pineal ou glândula pineal). Este "olho" não funciona da mesma forma que um olho normal, uma vez que tem apenas uma retina e lente rudimentares e, portanto, não pode formar imagens. No entanto, é sensível às mudanças na luz e no escuro e pode detectar movimento.

## Distribuição e habitat

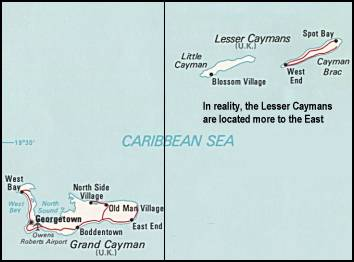
A Iguana-azul vive em Grande Caimão, a maior e mais ocidental das Ilhas Cayman.

A iguana-azul é encontrada apenas na ilha de Grande Caimão. Em comparação com outras espécies de Cyclura na região, sugere-se fortemente que uma vez houve uma população costeira de Iguana-azul que foi gradualmente deslocada ou extirpada por assentamentos humanos e na construção de estradas. A iguana-azul atualmente ocorre somente no interior em arbustos xeromorfas  e ao longo de fazendas, estradas e jardins e floresta fechadas secas ou em arbustos. Acredita-se que a população do interior foram atraída para clareiras agrícolas e fazendas frutíferas que oferecem oportunidades termorregulatórias, procura de herbáceas, frutos caídos, e solo nidificavel, mas isso também trouxe à iguana-azul o contacto com seres humanos e animais domésticos. Fêmeas muitas vezes migram para as zonas costeiras para nidificar.
As iguanas-azuis liberadas no Queen Elizabeth II Botanical Park, na Grande Caimão foram radiomonitoradas em 2004, para determinar a abrangência de cada animal. As fêmeas ocupam territórios de 2.400 m² e machos uma média de 5.700 m² com sobreposição em territórios comuns, o que indica que eles optem por manter uma densidade populacional de quatro a cinco animais por hectare.
A iguana-azul ocupa buracos em rochas e cavidades em árvores, e os adultos são essencialmente terrestres. Indivíduos mais jovens tendem a ser mais arbóreos. Filhotes são predados pelo serpente nativo Alsophis cantherigerus . Os adultos não têm predadores naturais, mas podem ser vítimas de cães selvagens. Eles geralmente atingem a maturidade sexual aos três ou quatro anos de idade.

## Dieta e longevidade
Como todas as espécies de Cyclura, a iguana-azul é principalmente herbívora, consumindo folhas, flores e frutos de mais de 45 espécies de plantas. Esta dieta é muito raramente completada com larvas de insetos, caranguejos, lesmas, aves mortas, e fungos. As iguanas tem especial problema de osmorregulação: vegetais contém mais potássio e como tem menos conteúdo nutricional por grama, outros alimentos devem ser comidos para satisfazer as necessidades metabólicas do lagarto/ Como eles não são capazes de criar urina mais concentrada do que os seus fluidos corporais, eles excretam resíduos nitrogenados como ácido úrico salino através de uma glândula de sal da mesma forma como avess. Como resultado, eles desenvolveram esta glândula nasal lateral que completa a secreçã o renal salina, expulsando excesso de potássio e cloreto de sódio,
Sua longevidade no estado selvagem é desconhecida, mas supõe-se que seja de muitas décadas. A iguana-azul chamada "Godzilla" capturada em Grand Cayman em 1950 pelo naturalista Ira Thompson foi importada para os Estados Unidos em 1985 por Ramon Noegel e vendida ao importador e criador de répteis, Tom Crutchfield em 1990. O "Godzilla" foi doado para a Gladys Porter Zoo em Brownsville, Texas em 1997 e permaneceu lá até a sua morte em 2004. Thompson  estimou que Godzilla tinha 15 anos de idade no momento da sua captura. Sua idade foi estimada em 69 anos (54 dos quais passados em cativeiro), Godzilla pode ter sido o lagarto que viveu mais no mundo pelo qual há registo fiável. Um parente próximo do iguana-azul, a Iguana das Caymans (C. nubila caymanensis ) foi documentado por viver 33 anos em cativeiro.

## Reprodução
O acasalamento ocorre a partir de maio até junho. A cópula é precedida de inúmeras mordidelas na cabeça por parte da iguana do sexo masculino, que, em seguida, por trás dos círculos em torno da fêmea, prende a sua nuca. Ele então tenta restringir a fêmea, a fim de manobrar sob a sua cauda para posicionar-se na posição de penetração. As cópulas geralmente duram de 30 a 90 segundos, e um par é raramente observado em acasalamento mais de uma vez ou duas vezes por dia. Uma embraiagem de qualquer lugar de 1 a 21 ovos são geralmente estabelecidas em junho ou julho, dependendo do tamanho e idade da fêmea, em ninhos escavados em bolsões de terra exposta ao sol. Vários ninhos exploratórios são iniciados antes de um estar concluído. Estas tocas podem ir de 41 cm para mais de 1,5 m de comprimento, com uma câmara alargada, na sua porção terminal para permitir que a fêmea para virar. A temperatura dentro ninhos que foram monitorados por pesquisadores manteve uma constante 32 °C em todo o período de incubação que varia de 65-90 dias. O Blue Iguana seus ovos estão entre os maiores estabelecidas por qualquer lagarto.
As pessoas estão agressivamente territorial a partir da idade de cerca de três meses em diante. Mulheres ocupam áreas de sobreposição da ordem de 2.400 m² aparentemente, independentemente da idade, do sexo masculino, enquanto ocupar progressivamente maiores e mais amplamente sobreposição territórios idade e como eles crescem.

## Conservação

### Estatuto de ameaçado

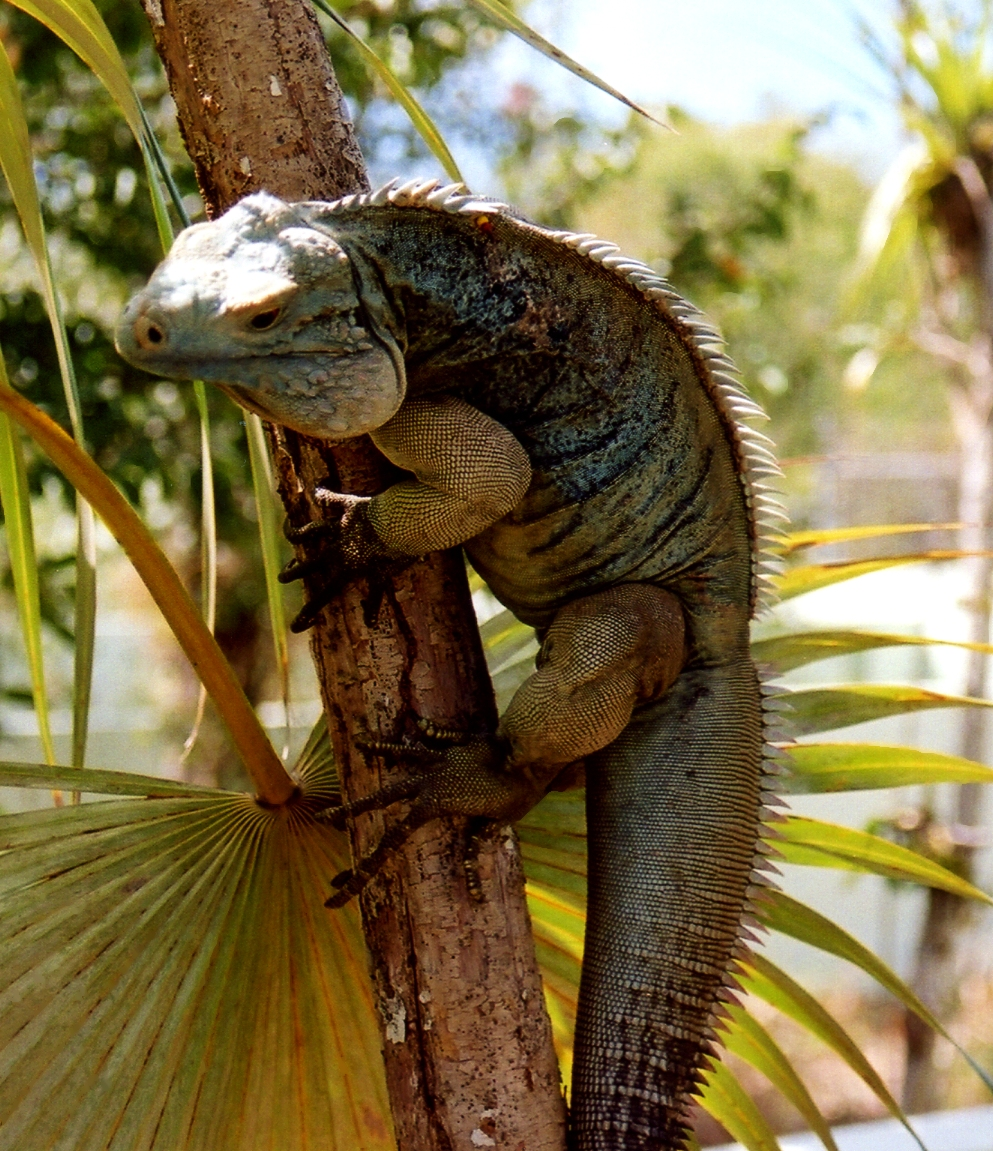
Uma iguana-azul em Grande Caimão

A iguana-azul é listada como criticamente ameaçada no Lista Vermelha da IUCN. A população está restrita ao interior leste de Grand Cayman, onde tinha sido reduzida a um nível extremamente baixo, apenas três animais, tendo sido observado antes do exame em 1988. O alcance do Blue Iguana contratou significativamente ao longo dos últimos 25 anos, com muitos locais, uma vez preenchidos agora não mostrando sinais de iguanas. Inquéritos realizados em 2003 indicam uma população total na faixa de 5-15 indivíduos. Até 2005, a população não gerenciado selvagem foi considerado funcionalmente extinto. A espécie é um dos animais mais ameaçados do planeta. Mais um golpe para a quebra demográfica, de Maio de 2008, quando seis indivíduos foram encontrados assassinados em uma reserva natural.
Como a iguana-azul consome uma grande variedade de plantas, favorecendo frutas e flores sobre as folhas e caules, quando disponível, é útil em Grand Cayman, como dispersor de sementes em todo o seu alcance. Um estudo realizado em 2000 pelo Dr. Allison Alberts revelou que as sementes que passa pelo trato digestivo de Cycluras germinar mais rapidamente do que aquelas que não. Estas sementes nos frutos consumidos pela Iguana Azul tem uma vantagem adaptativa a brotação antes do final de muito curta estação chuvosa. The Blue Iguana é também um importante meio de distribuição de sementes para novas áreas e, como o maior herbívoro nativas dos ecossistemas Grand Cayman, é essencial para manter o delicado equilíbrio entre o clima ea vegetação necessária para sobreviver em condições adversas.
Restaurada livre subpopulações roaming no Queen Elizabeth II Botanic Park ea Reserva Salina numeradas cerca de 125 indivíduos no total, após um lançamento em Dezembro de 2005. A subpopulação restaurada no Queen Elizabeth II Botanic Park tem sido reprodução desde 2001, e da subpopulação na Reserva Salina foi considerado criação em 2006, depois de um ninho de três ovos eclodidos foi descoberto no selvagem. A partir de abril de 2007, após mais um lançamento em larga escala, existem 299 Blue Iguanas vivem no estado selvagem, com centenas mais que estão sendo criados em cativeiro em Grand Cayman.